# Big Yamo
Yamir Enrique Chartuni Castro (Cartagena de Indias, Colombia, 10 de septiembre de 1983), conocido como Big Yamo, es un cantante, compositor y productor musical colombiano. A lo largo de su carrera artística ha producido 10 álbumes de estudio y ha compuesto y producido más de 200 canciones. 
Big Yamo es uno de los mayores referentes en las plataformas de música actualmente de la costa caribe Colombiana; con más de 3 millones de oyentes y 6 millones de Streams mensuales en Spotify en el 2022. Sus sencillos «Entre la playa, ella y yo», «Tocarte Toa», «Chica 3D», «Una noche en la playa», son una de las más populares del artista.

## Biografía
Su nombre de pila es Yamir Enrique Chartuni Castro, nació el 10 de septiembre de 1983. Yamo es el segundo, de un hogar conformado por tres hijos. A muy corta edad se empezó a interesar por la música, a componer canciones, posteriormente comenzó a producir y finalmente a cantar. 
Luego del lanzamiento de su álbum Haciendo música sin saber pa’ Kien y debido a una extensa y larga gira musical a nivel internacional, aplazó la fase final de sus estudios; razón por la cual, recibe su título universitario, de ingeniero civil en el año 2012.

## Carrera musical

### Inicios
A la edad de 17 años, creó junto a Mario Mena la agrupación Ragga Son Life, con el cual suena su primer sencillo en las emisoras locales y en la Ciudad de Medellín, «Dime lo que tu quieres», un reggaetón, y «Quiero sabotearte». 
Seguidamente para el año 2003, se encargó de producir un grupo de reggaetón conocido como Las Doncellas, con el cual grabó el sencillo “No vas a escapar”, el cual produjo y también hizo parte en este como intérprete.
Cuando el grupo desaparece para el año 2006, se lanza como solista bajo el nombre artístico de DJ Yamo, las emisoras radiales locales dieron todo su apoyo, y comenzaron a sonar algunas de sus canciones, como «Como viviré», «Entre ayer y hoy», «Pegaito al pick up», entre otras.

### DJ Yamo: «Tocarte toa» y la remezcla con Calle 13
En 2007, DJ Yamo lanza el sencillo «Tocarte toa» junto a Natya, el cual se convierte en un éxito rotundo en su ciudad natal Cartagena; meses seguidos, la canción se convierte en un mega éxito internacional. Un mashup realizado en 2008 entre su canción «Tocarte Toa» y «Hormiga Brava» de Calle 13, aumentó más la popularidad del artista por toda Hispanoamérica, entrando en los tops principales de diferentes listas en todo el mundo. A pesar de que no era una canción oficial, fueron muchos los medios que informaron que la canción pertenecía a la agrupación puertorriqueña, o mencionaban al cantante colombiano como una colaboración. Yamo buscó la manera de grabar oficialmente una colaboración, o incluso, participar en vivo interpretándola pero por asuntos legales, nunca se dio esa colaboración.
Ese mismo año cambia su nombre artístico, deja de ser DJ Yamo y consolida su nombre a Big Yamo por sugerencia de su manejadora Isabel Cabrera en Ciudad de Panamá. De allí nace su primer álbum discográfico llamado Haciendo música sin sabe pa’ Kien. Este álbum le dio una mayor proyección en países como Panamá, España, Venezuela, entre otros.

### Big Yamo: «Entre la playa, ella y yo»
Un boom en España fue la canción «Entre la playa, ella y yo» junto a Vato18K, que ocupó los primeros puestos en las emisoras, siendo considerada como una de las canciones del verano en 2011 junto a «Danza Kuduro» de Don Omar y Lucenzo, «Limbo» de Daddy Yankee, entre otras. Según Cosmopolitan, esta es una de las mejores 100 canciones de fiesta. A su vez, siguió en giras por Bolivia, Chile, Ecuador, y otros países. 
En 2011, su sello Big Yamo Records presentó el proyecto colaborativo de 12 canciones titulado La Costa, que reunió a diversos talentos nuevos de Panamá y Colombia, específicamente de la Costa Caribe, en el estilo riddim del reggaetón y champeta, donde él interpretaba «No señor». 
En 2012, publicaría su quinto álbum y segundo Riddim colaborativo denominado BigBang riddim con más artistas cartageneros. De esta producción discográfica se deriva la canción «Señorita» de Reykon, en la cual Big Yamo participa como productor musical. Esto generaría polémicas por una demanda de plagio a Reykon por el tema «Señorita» que interpretaba junto a Daddy Yankee. La mánager de Yamo afirmó que el artista había producido el tema, pero que no quería dinero, sino ser reconocido en los créditos como productor. En ese tiempo, lanzó su sencillo «El pajarito», y colaboró con artistas puertorriqueños como Don Chezina y Alberto Stylee.

### «La batea» y encuentro con Don Omar
En 2017, lanzó  «La Batea» que fusionaban la Champeta y Funky Brasilero, siendo una reimaginación del «Acompanha O Grave» de MC Lele & MC Maromba, y una de las canciones más populares en Cartagena ese año y utilizada en el carnaval de Barranquilla en 2018. Ese mismo año, Taya Rivero realizó un acercamiento con el equipo de trabajo del boricua Don Omar, quien manifestó su deseo de realizarle un remix a «La Batea»; sin embargo, por problemas legales con su disquera la canción nunca salió al aire.
Luego de esto, lanzó «Boomerang», donde agregó a la formula algo de Dancehall y reggaetón con el que se identificó en sus inicios. También ese año lanzó un homenaje a Diomedes Diaz en el género trap junto a Klaxel. A los meses, saldría la remezcla con Jiggy Drama y L'Omy.
En 2019, participó de la remezcla del tema de Kevin Florez junto a Jowell & Randy, «La pikotera». Como productor, también realizó canciones que lograron reconocimiento como «Chica 3D» junto a Prix 06. Lanzó también la remezcla de su tema «Batidora» junto al grupo británico Rak Su, ganadores del Factor X de Inglaterra en 2017.

### Actualidad
Formó parte del Pregón Cartagenero 2020, donde personalidades de esta región y pregoneros ancestrales y nuevos, daban sus anécdotas, cantos de relato esencial e imágenes que describen al ciudadano de Cartagena. Entre las personalidades también estaban Laura de León, Ramsés Ramos, Martin González, Jerau, entre otros.
En 2021, Ditto Music le otorgó un disco de oro por su álbum Big Yamo o nada.
En el año 2022, Big Yamo lanzó «Teorema». También, organizó un challenge para apoyar nuevos talentos. donde los ganadores participarían en la remezcla de su sencillo «Wifi» y el vídeo oficial del tema. 
15 años después del lanzamiento de «Tocarte Toa», en 2022 el artista cartagenero le hizo un tributo a su icónica canción, con un relanzamiento en el que participan 10 nuevos talentos de Colombia, Chile y España. «Bien mono, a lo quillero», ha sido su última canción publicada, los cuales pertenecerán a su proyecto titulado Nodriza.
En 2024 Big Yamo volvió a rendir tributo a uno de sus éxitos al estrenar «Entre La Playa Ella y Yo (New Era)» junto a los argentinos Rusherking, BM, Peipper en producción de Phontana y Mateo Ribak.La versión fue bien recibida por el público y rápidamente ingresó en tendencias de plataformas digitales en países como Argentina, Chile y Uruguay, entre otros.

## Discografía
- 2008: Haciendo música sin sabe pa’ Kien
- 2009: Mr. Elegante [52]
- 2010: Mr. Elegante HD
- 2012: BigBang riddim
- 2013: Big Yamo o nada
- 2013: Solo Éxitos
- 2015: Battery Base (EP)
- 2015: Champeta Urbana
- 2015: Extras 2007-2014
- 2016: Haciendo música sin sabe pa’ Kien 2
- 2019: El mundo de Bobby [53]
- 2020: Trayectoria - De Cartagena pal mundo
- 2021: Trayectoria Live
- 2022: Reggaeton Unlocked
- 2022: Instrumentales Big Yamo
- TBA: Nodriza
- TBA: El Alkimista

## Premios y reconocimientos
- 2021: Disco de Oro por Big Yamo o nada [54]